# Maurice Quinlivan

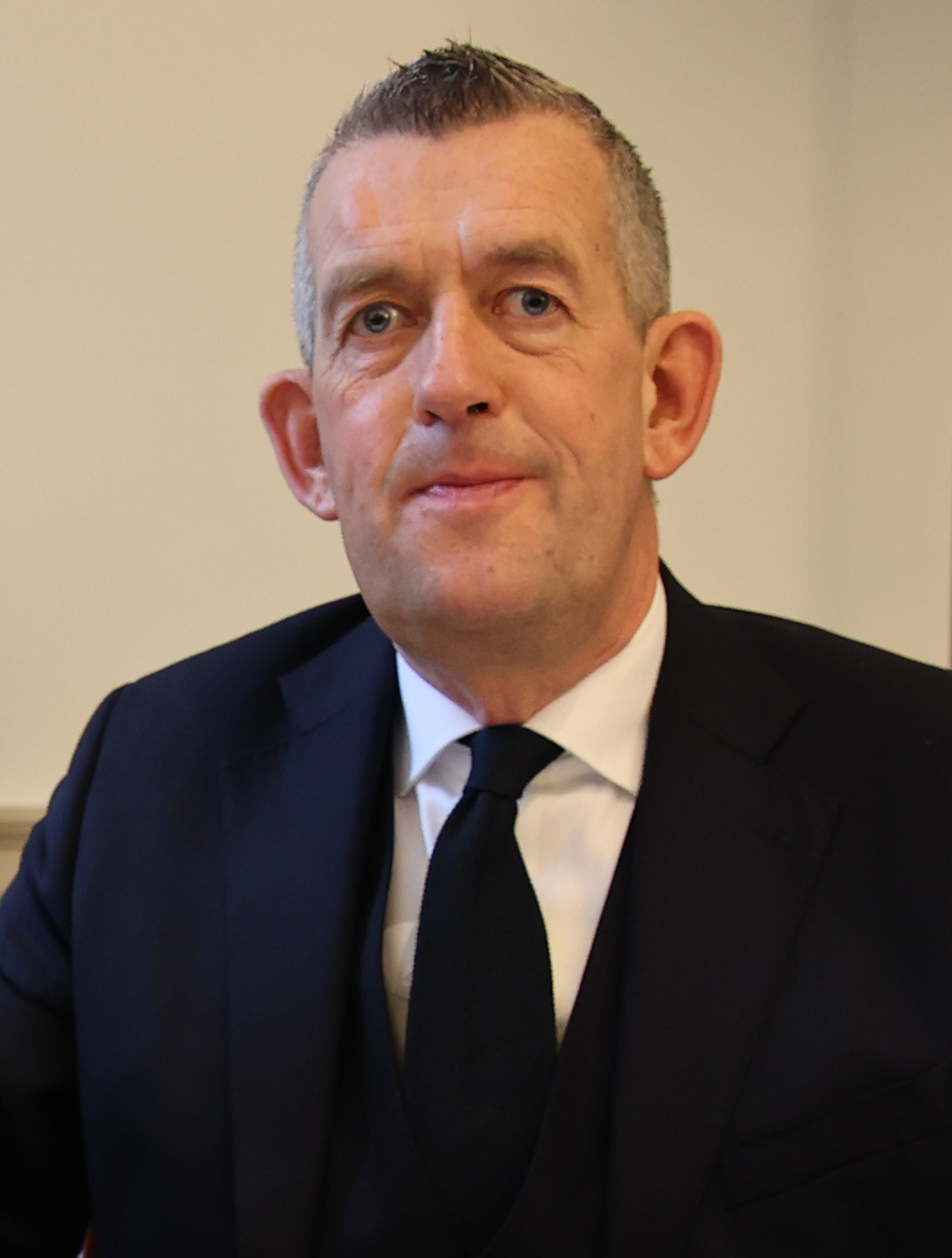
Maurice Quinlivan (2024)

Maurice Quinlivan (* 23. November 1967 in Ballynanty, Limerick) ist ein irischer Politiker der Sinn Féin, der seit Februar 2016 Abgeordneter im Dáil Éireann ist.

## Leben
Maurice Quinlivan wurde am Limerick Institute of Technology in Betriebswirtschaft ausgebildet. Er arbeitete zunächst in der Reisebranche. 2009 war er in den Limerick County Council gewählt worden. Ohne Erfolg versuchte er 2007 im Wahlkreis Limerick East, 2011 im Wahlkreis Limerick City in den Dáil Éireann gewählt zu werden. Bei den Wahlen 2016 war er dann erfolgreich und erreichte einen Sitz im Wahlkreis Limerick City. 2020 und 2024 konnte er diesen Erfolg wiederholen.

## Privates
Maurice Quinlivan ist seit 2003 mit Sue verheiratet. Sein Bruder ist Nessan Quinlivan, der als Mitglied der Provisional Irish Republican Army inhaftiert war. 